# Гіперфорин
Гіперфорин — речовина рослинного походження, що синтезується низкою представників роду Hypericum, зокрема Hypericum perforatum (звіробій). Гіперфорин може бути причетний до деяких фармакологічних ефектів звіробою зокрема, до його антидепресантних ефектів.

## Поширення
Гіперфорин в значних кількостях наразі виявлений лише у звіробої продірявленому Hypericum perforatum та деяких інших споріднених видах, зокрема Hypericum calycinum. Він накопичується в олійних залозах, маточках і плодах, ймовірно, виконуючи в рослині захисну функцію. Перші екстракції сполуки з природного матеріалу проводили етанолом. Вихід речовини в стосунку до маси сирого екстракту становив 1:7, проте це була суміш гіперфорину та адгіперфорину. В подальшому метод екстракції було модернізовано з використанням ліпофільної рідинної екстракції вуглекислим газом СО2, при цьому вихід гіперфорину у відношенні до сирого екстракту становив 1:3.
Інші види Hypericum містять низьку кількість гіперфорину.

## Хімічні властивості
Гіперфорин є пренільованим похідним флороглюцину. Структуру гіперфорину було з’ясовано дослідницькою групою Інституту біоорганічної хімії ім. Шемякіна (Академія наук СРСР) та опубліковано у 1975 р. У 2010 році повідомлялося про повний синтез неприродного енантіомеру гіперфорину, який вимагав приблизно 50 синтетичних перетворень. Також у 2010 році було здійснено тотальний енантіоселективний синтез правильного енантіомеру. Ретросинтетичний аналіз спирався на структурну симетрію гіперфорину та його біосинтетичний шлях.
Гіперфорин нестійкий в присутності світла та кисню. Часті окислені форми містять гемікеталь / гетероциклічний міст C3-C9 або утворюють похідні фурану / пірану.

## Фармакокінетика
Деякі фармакокінетичні дані щодо гіперфорину доступні для екстракту, що містить 5% гіперфорину. Максимальні рівні в плазмі ( C <sub id="mwWg">max</sub> ) у добровольців були досягнуті через 3,5 години після введення екстракту, що містить 14,8 мг гіперфорину. Біологічний період напіввиведення (t1/2) і середній час перебування склали відповідно 9 годин і 12 годин, за розрахунковою концентрацією в плазмі стаціонарного стану 100 нг/мл (близько 180 нМ) по 3 дози на добу. В межах нормально застосовуваних доз в плазмі крові спостерігалися лінійні концентрації речовини, накопичення не відбувалось.

## Фармакодинаміка
Гіперфорин може бути складовою, відповідальною за антидепресантні та анксіолітичні властивості екстрактів звіробою. In vitro він діяв як інгібітор зворотного захоплення моноамінів (МРТ), включаючи серотонін, норадреналін, дофамін, а також GABA та глутамату, зі значеннями IC50 0,05-0,10 мкг/мл для всіх сполук, за винятком глутамату, який знаходиться в межах 0,5 мкг/мл . 
| Природні та напівсинтетичні аналоги Гіперфорину |             |                                  |                      |                     |                          |
|                                                 |             |                                  |                      |                     |                          |
| Адгіперфорин                                    | Аристофорін | Гіперфориновий триметоксибензоат | Тетрагідрогіперфорин | Октагідрогіперфорин | Гіперфориновий нікотинат |